# Monacká hymna
Hymna Monaka je píseň Hymne Monégasque (česky Monacká hymna), známá i jako A Marcia de Muneghu (česky Monacký pochod). Původní francouzský text i melodii napsal Théophile Bellando de Castro v roce 1841. Později byla několikrát upravována. V roce 1848 přijala píseň Národní garda, vytvořená princem Florestanem.
Současné hudební aranžmá složil v roce 1914 Léon Jehin. Současné oficiální texty, které jsou v jazyce monégasque, napsal v roce 1931 Louis Notari.

## Text hymny
A MARCIA DE MUNEGHU / INU NACTIONALE
Despoei tugiù, sciü d'u nostru paise
Se ride aù ventu, u meme pavayun
Despoei tugiù a curù russa e gianca
E stà r'emblèma d'a nostra libertà
Grandi e piciui, r'an tugiù respeta.
Amu ch'üna tradiçiun,
Amu ch'üna religiun,
Amu avüu per u nostru unù
I meme Principi tugiù
E ren nun ne scangera
Tantu ch'u suriyu lüjerà ;
Diu sempre n'agiüterà
E ren nun ne scangera